# SYSTEM246

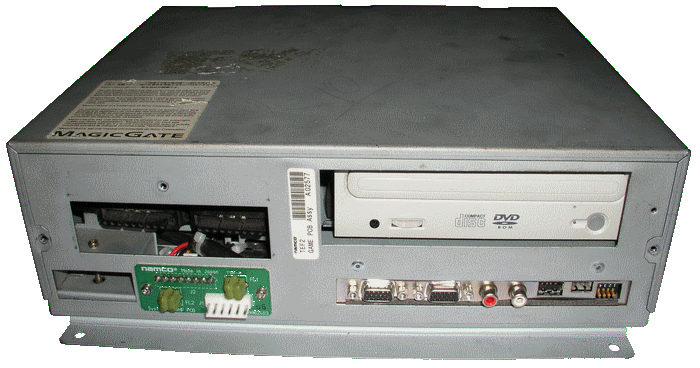
系统246外观

系統246是南梦宫出品，按索尼游戏机PlayStation 2技术开发的街机主板。首款游戏《山脊赛车V 街机对战》于2000年11月上市。南梦宫后续推出系统246的强化版“系统256”，以及系统256的廉价版“系统147”。